# Nikon Corporation

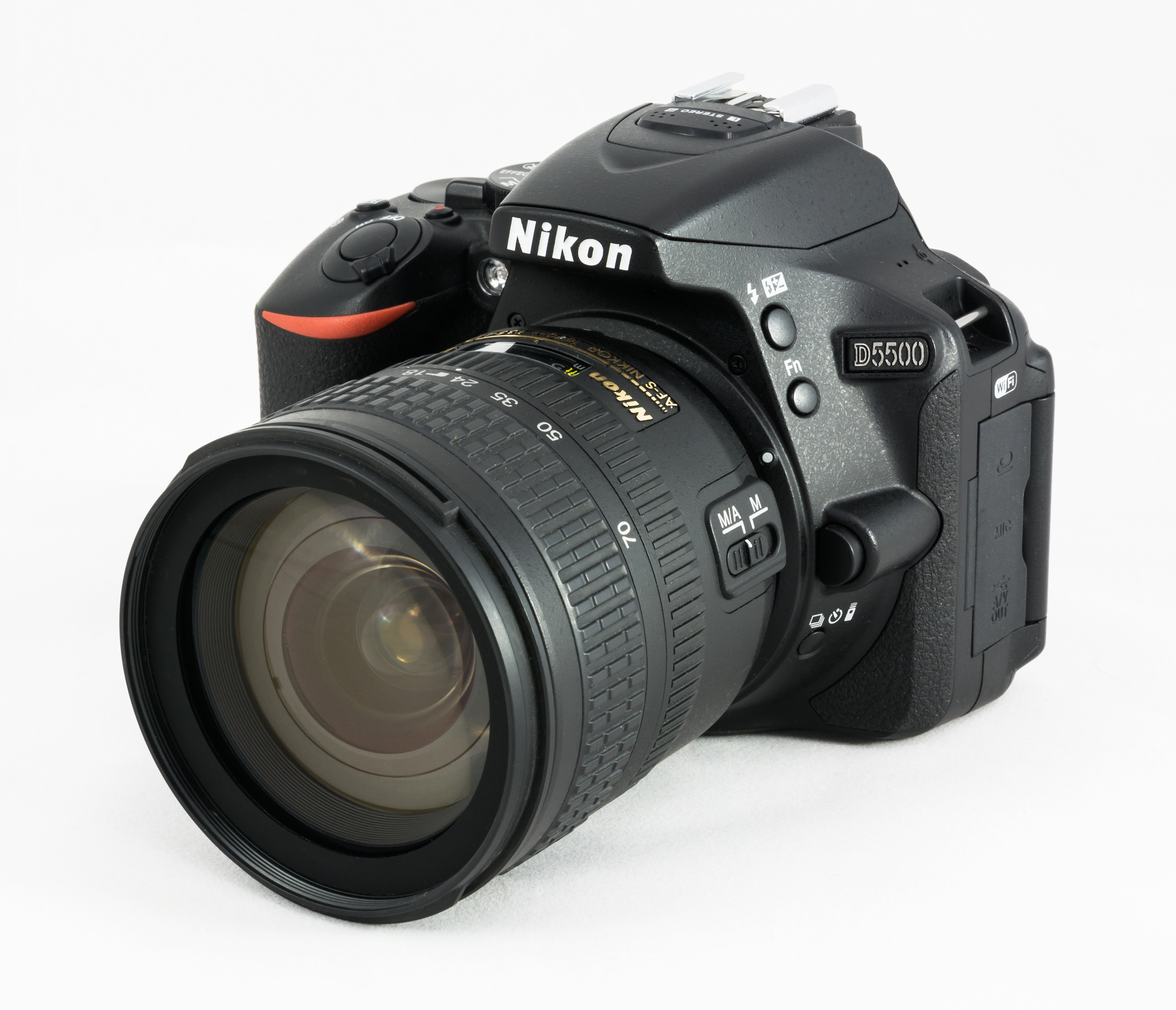
Nikon D5500

Nikon Corporation (株式会社ニコン; Kabushiki-gaisha Nikon) is een Japanse producent van optische en elektronische apparatuur. Bij de consument is het bedrijf vooral bekend van de fotocamera's die het bedrijf maakt.

## Geschiedenis
Nikon werd in 1917 opgericht als Nihon (Nippon) Kōgaku Kōgyō (日本光学工業株式会社) maar in 1988 omgedoopt in Nikon Corporation, naar de camera's die het bedrijf groot hadden gemaakt. Het bedrijf had in 2011 meer dan 24.000 werknemers. Nikon is onderdeel van de Mitsubishi Group.
In de jaren vijftig en zestig fabriceerde Nippon de Nikon SL-meetzoekercamera's. In 1959 was de Nikon F de eerste spiegelreflexcamera van het bedrijf, waarvoor de nieuwe Nikon F-mount was ontwikkeld.
In 1991 leverde Nikon samen met Kodak een digitale spiegelreflexcamera aan de NASA, die het toestel gebruikte in het internationaal ruimtestation ISS. Deze Nikon NASA F4 was feitelijk een Nikon F4 die door Kodak was omgebouwd tot digitale camera.
Gedurende de jaren negentig werden er meer digitale spiegelreflexcamera's samen met Kodak ontwikkeld, meestal op basis van bestaande analoge Nikonbody's. In 1999 introduceerde Nikon de eerste digitale spiegelreflexcamera, de Nikon D1. Een aantal jaren daarvoor, in 1996, introduceerde het bedrijf al zijn eerste digitale compactcamera, de Nikon Coolpix 300.
In september 2011 introduceerde Nikon het camerasysteem Nikon 1, een serie systeemcamera's met een nieuwe lensvatting (Nikon 1) en gebouwd rond een relatief kleine beeldsensor van 1 inch. Inmiddels is deze serie uit productie en vervangen door de Nikon Z serie. Het topmodel uit deze serie, de Nikon Z9, is in 2024 naar het International Space Station (ISS) gestuurd en zal daar worden gebruikt om de aarde en ruimte vast te leggen. 
Nikons grootste concurrenten zijn Canon, Sony, Fujifilm, Leica, Pentax, Olympus en Panasonic.